# Mikrosatelliteninstabilität
Bei Mikrosatelliteninstabilität (MSI) kommt es zu Längenveränderungen innerhalb kurzer, repetitiver DNA-Sequenzen als Folge defekter DNA-Reparatur.
Normalerweise entdecken und korrigieren Reparaturproteine, zum Beispiel die DNA-Polymerase, den Einbau von falschen Basen («mismatch») in neu hergestellten DNA-Strängen bei der DNA-Replikation. Sie führen das sogenannte mismatch repair durch. Sind die Gene für diese Reparaturproteine (hMLH1, hMSH2, hMSH6, hPMS1, hPMS2) defekt, kann es zum Ausfall des Reparatursystems kommen und in der neu replizierten DNA häufen sich nach und nach Mutationen an.
Da DNA in Tumoren häufiger repliziert wird als in anderen Zellen, kann man durch Vergleich von DNA-Sequenzen (Mikrosatellitenmarkern) aus einem Tumor und anderer DNA des gleichen Organismus Mikrosatelliteninstabilität nachweisen. Tritt sie im untersuchten Tumor tatsächlich auf, so kann man davon ausgehen, dass beim Patienten ein Gendefekt im DNA-Reparatursystem vorliegt und dies der Grund für die Krebs-Erkrankung ist. Da dieser Gendefekt vererbt werden kann, sind eine genetische Beratung und erweiterte Vorsorge für den Betroffenen und seine Verwandten anzuraten.
Die Untersuchung auf Mikrosatelliteninstabilität ist gängig beim hereditären non-polypösen kolorektalen Karzinom und beim Endometriumkarzinom.